# Astronesthes dupliglandis
Astronesthes dupliglandis és una espècie de peix de la família dels estòmids i de l'ordre dels estomiformes.

## Morfologia
- Els mascles poden assolir 7,2 cm de longitud total.[3][4]

## Hàbitat
És un peix marí i d'aigües profundes que viu entre 70-700 m de fondària.

## Distribució geogràfica
Es troba al Mar de Sulu i al Pacífic equatorial.